# Ken Katsumoto
Ken Katsumoto est un acteur et producteur américain. Il est l'actuel vice-président exécutif de LionsGate.

## Biographie

### Carrière d'acteur
Ken Katsumoto a eu une brève carrière d'acteur. En 1990, il joue un garçon de café dans un épisode de la série télé Dallas et la même année, il joue un rôle mineur dans le film Bienvenue au Paradis d'Alan Parker où il joue le rôle de Kenji.

### Producteur

#### Débuts dans la série télévisée
En 2000, il commence une carrière de producteur dans le dessin animé. Il fait partie du casting de production du film Le Lion d'Oz. Deux ans plus tard, il est un des producteurs exécutifs de la série animée Galidor:Defenders of the Outer Dimension qui durera deux saisons. Katsumoto produit une autre série : Les Décalés du cosmos où il est producteur exécutif de trois épisodes et chargé de la production durant un épisode.

#### Production cinématographique
En 2006, Katsumoto se lance dans la production cinématographique en produisant Cendrillon et le Prince (pas trop) charmant. Néanmoins, le film est un échec cuisant autant commercial que critique. Ce premier revers est dur pour LionsGate, perdant beaucoup d'argent. Deux ans plus tard, il revient à la série télévisée avec la double casquette de producteur et producteur exécutif avec la série Speed Racer:The next generation, produite par différentes personnalités de LionsGate ainsi que Larry Schwartz.
En 2010, Katsumoto revient dans le cinéma d'animation en produisant Alpha et Oméga, projet dans lequel Katsumoto va s'investir, premier film du contrat passé entre LionsGate et les studios de la Crest Animation Productions pour trois films d'animation en image de synthèse. Comparé à sa première production, Alpha et Oméga est un succès pour LionsGate. Il est annoncé que Katsumoto est le producteur du second film du contrat entre la société de production canadienne et le studio américano-indien, Norm of the North, prévu pour 2012.

## Filmographie

### Comme acteur
- Dallas : Garçon de café, 1 épisode
- Bienvenue au paradis : Kenji

### Comme producteur
- Cendrillon et le Prince (pas trop) charmant (2006)
- Speed Racer: The next generation (série, 2008)
- Alpha et Oméga (2010)
- Alpha and Omega 2 : A Howl-iday Adventure (2013)

### Comme producteur exécutif
- Galidor: Defenders of the outer dimension (Série, 2002)
- Les Décalés du cosmos (Série, 2004) : 3 épisodes
- Speed Racer:The next generation (Série, 2008)

### Producteur exécutif chargé de la production
- Les Décalés du cosmos (Série, 2004) : 1 épisode
- Thor : Légendes d'Asgard (2011)